# 1936-os Giro d’Italia
Az 1936-os Giro d’Italia volt az olasz körverseny huszonnegyedik kiírása. A verseny május 16-án kezdődött és július 7-én ért véget.

## Szakaszok
| 1  | Május 16. | Milánó–Torino                       | 161       | Giuseppe Olmo (ITA)    | Giuseppe Olmo (ITA) |           |           |
| 2  | Május 17. | Torino–Genova                       | 206       | Aldo Bini (ITA)        | Aldo Bini (ITA)     |           |           |
| 3  | Május 18. | Genova–Montecatini Terme            | 206       | Raffaele Di Paco (ITA) | Aldo Bini (ITA)     |           |           |
|    | Május 19. | Pihenőnap                           | Pihenőnap | Pihenőnap              | Pihenőnap           | Pihenőnap | Pihenőnap |
| 4  | Május 20. | Montecatini Terme–Grosseto          | 220       | Fabio Battesini (ITA)  | Aldo Bini (ITA)     |           |           |
| 5  | Május 21. | Grosseto–Róma                       | 248       | Giuseppe Olmo (ITA)    | Aldo Bini (ITA)     |           |           |
|    | Május 22. | Pihenőnap                           | Pihenőnap | Pihenőnap              | Pihenőnap           | Pihenőnap | Pihenőnap |
| 6  | Május 23. | Róma–Nápoly                         | 230       | Giuseppe Olmo (ITA)    | Giuseppe Olmo (ITA) |           |           |
| 7  | Május 24. | Nápoly–Bari                         | 283       | Raffaele Di Paco (ITA) | Giuseppe Olmo (ITA) |           |           |
|    | Május 25. | Pihenőnap                           | Pihenőnap | Pihenőnap              | Pihenőnap           | Pihenőnap | Pihenőnap |
| 8  | Május 26. | Bari–Campobasso                     | 243       | Olimpio Bizzi (ITA)    | Giuseppe Olmo (ITA) |           |           |
| 9  | Május 27. | Campobasso–L’Aquila                 | 204       | Gino Bartali (ITA)     | Gino Bartali (ITA)  |           |           |
| 10 | Május 28. | L’Aquila–Rieti                      | 117       | Raffaele Di Paco (ITA) | Gino Bartali (ITA)  |           |           |
| 11 | Május 29. | Rieti–Terminillo (egyéni időfutam)  | 20        | Giuseppe Olmo (ITA)    | Gino Bartali (ITA)  |           |           |
| 12 | Május 30. | Rieti–Firenze                       | 292       | Giuseppe Olmo (ITA)    | Gino Bartali (ITA)  |           |           |
| 13 | Május 31. | Firenze–Cesenatico                  | 139       | Giuseppe Olmo (ITA)    | Gino Bartali (ITA)  |           |           |
| 14 | Június 1. | Cesenatico–Ferrara                  | 155       | Raffaele Di Paco (ITA) | Gino Bartali (ITA)  |           |           |
| 15 | Június 2. | Ferrara to Padua                    | 106       | Raffaele Di Paco (ITA) | Gino Bartali (ITA)  |           |           |
| 16 | Június 2. | Padua–Velence (egyéni időfutam)     | 39        | Giuseppe Olmo (ITA)    | Gino Bartali (ITA)  |           |           |
|    | Június 3. | Pihenőnap                           | Pihenőnap | Pihenőnap              | Pihenőnap           | Pihenőnap | Pihenőnap |
| 17 | Június 4. | Velence–Legnago                     | 183       | Giuseppe Olmo (ITA)    | Gino Bartali (ITA)  |           |           |
| 18 | Június 5. | Legnago–Riva del Garda              | 139       | Giuseppe Olmo (ITA)    | Gino Bartali (ITA)  |           |           |
| 19 | Június 5. | Riva del Garda–Gardone Riviera      | 100       | Gino Bartali (ITA)     | Gino Bartali (ITA)  |           |           |
| 20 | Június 6. | Gardone Riviera–Salsomaggiore Terme | 206       | Gino Bartali (ITA)     | Gino Bartali (ITA)  |           |           |
| 21 | Június 7. | Salsomaggiore Terme–Milánó          | 248       | Giuseppe Olmo (ITA)    | Gino Bartali (ITA)  |           |           |
|    | Összesen  | Összesen                            | 3745 km   | 3745 km                | 3745 km             | 3745 km   | 3745 km   |

## Végeredmény
| #  | Versenyző           | Ország      | Idő          |
| -- | ------------------- | ----------- | ------------ |
| 1  | Gino Bartali        | Olaszország | 120h 12' 30s |
| 2  | Giuseppe Olmo       | Olaszország | + 2' 36      |
| 3  | Severino Canavesi   | Olaszország | + 7' 49      |
| 4  | Adalino Mealli      | Olaszország | +14' 04      |
| 5  | Giovanni Valetti    | Olaszország | + 14' 15     |
| 6  | Domenico Piemontesi | Olaszország | + 16' 31     |
| 7  | Ambrogio Morelli    | Olaszország | + 17' 44     |
| 8  | Vasco Bergamaschi   | Olaszország | + 18' 35     |
| 9  | Enrico Mollo        | Olaszország | + 19' 27     |
| 10 | Edoardo Molinar     | Olaszország | + 20' 48     |

## Az egyes szakaszok végeredménye

### 1. szakasz
- Május 16.: Milánó > Torino – 161 km

| # | Versenyző     | Csapat | Idő      |
| - | ------------- | ------ | -------- |
| 1 | Giuseppe Olmo | BIA    | 4.37'01" |
| 2 | Aldo Bini     | MAI    | a.i.     |
| 3 | Olimpio Bizzi | FRE    | a.i.     |

### 2. szakasz
- Május 17.: Torino > Genova – 206 km

| # | Versenyző     | Csapat | Idő      |
| - | ------------- | ------ | -------- |
| 1 | Aldo Bini     | MAI    | 6.04'00" |
| 2 | Elio Maldini  | FRE    | a.i.     |
| 3 | Alfredo Bovet | BIA    | a.i.     |

### 3. szakasz
- Május 18.: Genova > Montecatini Terme – 226 km

| # | Versenyző        | Csapat | Idő      |
| - | ---------------- | ------ | -------- |
| 1 | Raffaele Di Paco | DEI    | 7.20'30" |
| 2 | Learco Guerra    | LEG    | a.i.     |
| 3 | Aldo Bini        | MAI    | a.i.     |

### 4. szakasz
- Május 20.: Montecatini > Grosseto – 220 km

| # | Versenyző       | Csapat | Idő      |
| - | --------------- | ------ | -------- |
| 1 | Fabio Battesini | LEG    | 6.56'27" |
| 2 | Pietro Rimoldi  | GAN    | a.i.     |
| 3 | Antonio Folco   | IND    | a.i.     |

### 5. szakasz
- Május 21.: Grosseto > Róma – 248 km

| # | Versenyző        | Csapat | Idő      |
| - | ---------------- | ------ | -------- |
| 1 | Giuseppe Olmo    | BIA    | 7.53'00" |
| 2 | Learco Guerra    | LEG    | a.i.     |
| 3 | Raffaele Di Paco | DEI    | a.i.     |

### 6. szakasz
- Május 23.: Róma > Nápoly – 230 km

| # | Versenyző          | Csapat | Idő      |
| - | ------------------ | ------ | -------- |
| 1 | Giuseppe Olmo      | BIA    | 6.41'50" |
| 2 | Raffaele Di Paco   | DEI    | a.i.     |
| 3 | Giovanni Cazzulani | GLO    | a.i.     |

### 7. szakasz
- Május 24.: Nápoly > Bari – 283 km

| # | Versenyző        | Csapat | Idő      |
| - | ---------------- | ------ | -------- |
| 1 | Raffaele Di Paco | DEI    | 9.48'52" |
| 2 | Olimpio Bizzi    | FRE    | a.i.     |
| 3 | Giuseppe Olmo    | BIA    | a.i.     |

### 8. szakasz
- Május 26.: Bari > Campobasso – 243 km

| # | Versenyző     | Csapat | Idő      |
| - | ------------- | ------ | -------- |
| 1 | Olimpio Bizzi | FRE    | 8.19'35" |
| 2 | Giuseppe Olmo | BIA    | a.i.     |
| 3 | Learco Guerra | LEG    | a.i.     |

### 9. szakasz
- Május 27.: Campobasso > L’Aquila – 204,5 km

| # | Versenyző         | Csapat | Idő      |
| - | ----------------- | ------ | -------- |
| 1 | Gino Bartali      | LEG    | 6.50'15" |
| 2 | Cesare Del Cancia | GAN    | a.i.     |
| 3 | Giovanni Valetti  | FRE    | a.i.     |

### 10. szakasz
- Május 28.: L’Aquila > Rieti – 117 km

| # | Versenyző        | Csapat | Idő      |
| - | ---------------- | ------ | -------- |
| 1 | Raffaele Di Paco | DEI    | 3.45'20" |
| 2 | Giuseppe Olmo    | BIA    | a.i.     |
| 3 | Learco Guerra    | LEG    | a.i.     |

### 11. szakasz
- Május 29.: Rieti > Terminillo – Egyéni időfutam – 20 km

| # | Versenyző      | Csapat | Idő    |
| - | -------------- | ------ | ------ |
| 1 | Giuseppe Olmo  | BIA    | 55'12" |
| 2 | Aladino Mealli | LEG    | +19"   |
| 3 | Gino Bartali   | LEG    | +35"   |

### 12. szakasz
- Május 30.: Rieti > Firenze – 292 km

| # | Versenyző        | Csapat | Idő      |
| - | ---------------- | ------ | -------- |
| 1 | Giuseppe Olmo    | BIA    | 9.12'33" |
| 2 | Raffaele Di Paco | DEI    | a.i.     |
| 3 | Elio Maldini     | FRE    | a.i.     |

### 13. szakasz
- Május 31.: Firenze > Cesenatico – 139 km

| # | Versenyző     | Csapat | Idő      |
| - | ------------- | ------ | -------- |
| 1 | Giuseppe Olmo | BIA    | 3.49'00" |
| 2 | Elio Maldini  | FRE    | a.i.     |
| 3 | Gino Bartali  | LEG    | a.i.     |

### 14. szakasz
- Június 1.: Cesenatico > Ferrara – 155 km

| # | Versenyző          | Csapat | Idő      |
| - | ------------------ | ------ | -------- |
| 1 | Raffaele Di Paco   | DEI    | 4.50'47" |
| 2 | Giuseppe Olmo      | BIA    | a.i.     |
| 3 | Giovanni Cazzulani | GLO    | a.i.     |

### 15. szakasz
- Június 2.: Ferrara > Padova – 106 km

| # | Versenyző          | Csapat | Idő      |
| - | ------------------ | ------ | -------- |
| 1 | Raffaele Di Paco   | DEI    | 2.35'31" |
| 2 | Vasco Bergamaschi  | MAI    | a.i.     |
| 3 | Giovanni Cazzulani | GLO    | a.i.     |

### 16. szakasz
- Június 2.: Padova > Velence – Egyéni időfutam – 39,5 km

| # | Versenyző         | Csapat | Idő    |
| - | ----------------- | ------ | ------ |
| 1 | Giuseppe Olmo     | BIA    | 59'22" |
| 2 | Raffaele Di Paco  | DEI    | +14"   |
| 3 | Vasco Bergamaschi | MAI    | +1'06" |

### 17. szakasz
- Június 4.: Velence > Legnago – 183 km

| # | Versenyző        | Csapat | Idő      |
| - | ---------------- | ------ | -------- |
| 1 | Giuseppe Olmo    | BIA    | 5.38'00" |
| 2 | Raffaele Di Paco | DEI    | a.i.     |
| 3 | Pietro Rimoldi   | GAN    | a.i.     |

### 18. szakasz
- Június 5.: Legnago > Riva del Garda – 139 km

| # | Versenyző         | Csapat | Idő      |
| - | ----------------- | ------ | -------- |
| 1 | Giuseppe Olmo     | BIA    | 4.35'16" |
| 2 | Cesare Del Cancia | GAN    | a.i.     |
| 3 | Gino Bartali      | LEG    | a.i.     |

### 19. szakasz
- Június 5.: Riva del Garda > Gardone Riviera – 100 km

| # | Versenyző       | Csapat | Idő      |
| - | --------------- | ------ | -------- |
| 1 | Gino Bartali    | LEG    | 3.37'00" |
| 2 | Elio Maldini    | FRE    | a.i.     |
| 3 | Fabio Battesini | LEG    | a.i.     |

### 20. szakasz
- Június 6.: Gardone Riviera > Salsomaggiore Terme – 206 km

| # | Versenyző           | Csapat | Idő      |
| - | ------------------- | ------ | -------- |
| 1 | Gino Bartali        | LEG    | 7.09'35" |
| 2 | Raffaele Di Paco    | DEI    | +19"     |
| 3 | Domenico Piemontesi | BIA    | a.i.     |

### 21. szakasz
- Június 7.: Salsomaggiore Terme > Milánó – 248 km

| # | Versenyző          | Csapat | Idő      |
| - | ------------------ | ------ | -------- |
| 1 | Giuseppe Olmo      | BIA    | 8.25'20" |
| 2 | Pietro Rimoldi     | GAN    | a.i.     |
| 3 | Giovanni Cazzulani | GLO    | a.i.     |

## A rózsaszín trikó birtokosai
| Versenyző     | Ország      | Szakaszok |
| ------------- | ----------- | --------- |
| Giuseppe Olmo | Olaszország | 1., 6–8.  |
| Aldo Bini     | Olaszország | 2–5.      |
| Gino Bartali  | Olaszország | 9–21.     |